# Eduardo Augusto Montandon
Eduardo Augusto Montandon (1829 — ?) foi um político brasileiro.
Foi presidente da província de Goiás, de 4 de julho a 6 de dezembro de 1889.